# Roveré Veronese
Roveré Veronese (Roveràit in cimbro, Roaré in dialetto locale) è un comune italiano di 2 170 abitanti della provincia di Verona in Veneto.
È uno degli antichi Tredici Comuni.

## Geografia fisica
Roveré Veronese è un comune che si colloca quasi al centro dell'altopiano della Lessinia, sulla dorsale a cavallo tra 3 vallate: ad ovest la Val Squaranto, ad est la val di Mezzane e la val d'Illasi. Il capoluogo comunale situato è a 843 m s.l.m.
È racchiuso a nord e a ovest dai comuni di Bosco Chiesanuova, Cerro Veronese e Grezzana, a nord-est da Selva di Progno, a est da Velo Veronese, a sud-est da San Mauro di Saline e, infine, a sud, da Verona.
Il territorio comunale raggiunge un'altezza di 1500 metri di altitudine. Il comune comprende 4 frazioni: Roveré (capoluogo), San Rocco di Piegara, San Francesco e San Vitale in Arco.
Il territorio, come tutta la Lessinia, è carsico. Numerose sono le grotte e le cavità naturali, come la grotta del Capriolo a Roveré 1000. Nella parte nord del territorio, raggiungibile attraverso il comune di Velo, c'è la stazione sciistica della Conca dei Parpari una conca probabilmente ricca di bacini sotterranei.

## Origini del nome
Il toponimo riflette il latino robur, rovere. Conosciuto come Roverè di Velo, nel 1908-1909 avviene il cambiamento di nome nell'attuale Roverè Veronese.

## Storia
Come molti luoghi della Lessinia L'inizio di Roveré affonda nella preistoria, infatti il paese sorge su un villaggio del Neolitico con tracce di insediamenti più antichi. Su tutto il territorio comunale sono stati ritrovati castellieri dell'età della pietra.
È la prima zona dove si insediarono i Cimbri nel veronese, in seguito all'editto di Bartolomeo della Scala del 5 febbraio 1287 che permise la presenza di circa 200 Cimbri provenienti dal Vicentino al seguito di Olderico da Altissimo. In seguito ai primi insediamenti, Roveré fu un unico comune con Chiesanuova e Cerro fino al 1375.

### Simboli
Lo stemma del Comune di Roverè Veronese è stato concesso con decreto del presidente della Repubblica del 28 luglio 2005.
(D.P.R. 28.07.2005)
Il gonfalone è un drappo di bianco con la bordatura di verde.

## Società

### Evoluzione demografica
Abitanti censiti

## Monumenti e luoghi d'interesse

### Architetture religiose
- Chiesa di San Nicolò - XIV secolo

Dell'inizio del XIV secolo fu ricostruita nel 1496. Il campanile del 1493 fu realizzato da Domenico da Lugo. Carlo Cipolla trovo riferimenti ad una precedente chiesa nell'anno 804.
- Chiesa di San Rocco - XVII secolo

San Rocco di Piegara diventò parrocchia nel 1648, la chiesa contiene una tela di Domenico Macaccaro raffigurante la Madonna con il Bambino con vergini e angeli. La tela è antecedente al 1630, anno di morte del pittore a causa dell'epidemia di peste di quell'anno.
- Chiesa di San Vitale - XX secolo

Fu costruita all'inizio del XX secolo con l'abbattimento di una precedente chiesa consacrata il 20 maggio 1372. La chiesa attuale conserva opere artistiche di un certo pregio della precedente.

## Tradizioni popolari
Roveré è uno dei luoghi che rivendica la nascita di Bertoldo, l'astuto montanaro che frequentava la corte di Alboino a Verona. Il personaggio fu creato dallo scrittore e cantastorie Giulio Cesare Croce, bolognese del XVI secolo. Fra le numerose opere dedicate a Bertoldo spicca Le astuzie di Bertoldo e Le piacevoli ridicolosità di Bertoldino da cui fu liberamente tratto un film nel 1984 con la regia di Mario Monicelli. Quello di Monicelli fu il terzo film italiano dedicato al personaggio; l'invenzione di Cacasenno è posteriore, da un'opera del Banchieri. Nel paese sono presenti importanti associazioni che durante l'anno propongono attività ludiche e culturali: un gruppo storico di campanari a sistema veronese, una proloco che organizza e coordina le attività, e un coro, conosciuto in tutta la provincia di Verona come uno dei cori più validi al momento in attività, il coro la Stele, che nell'estate del 2006 ha pubblicato il suo primo CD per festeggiare i 10 anni di canto.

## Economia
Roveré basa la sua economia sull'agricoltura, il turismo, la trasformazione del latte a livello industriale e su alcune attività artigianali, senza dimenticare la vendite di castagne che avviene in autunno. 
Sono presenti inoltre caseifici medio-piccoli con prodotti di altissima qualità, dai formaggi ai salumi. Nel 1970 Dario Bonomi fonda il Montepurga, diventato poi Forno Bonomi, una pasticceria che oggi produce a livello internazionale, esportando in oltre 110 paesi nel mondo biscotti savoiardi (per Tiramisù), amaretti, pastafrolle e sfogliatine. Si conferma leader indiscusso nel settore ed è un autentico fiore all'occhiello per numerosi lavoratori della montagna veronese.

## Infrastrutture e trasporti
Il comune è interessato dallo scorrimento di 4 strade provinciali principali:
- la SP35 delle Mire, che inizia a Montorio (frazione a 6 km a nord-est di Verona), risale verso l'altopiano lessinico sulla dorsale tra la Val Squaranto e la Val di Mezzane attraversando la parte montana del comune di Verona, passa per i centri di San Rocco di Piegara e San Vitale e termina nei pressi di Roverè capoluogo;
- la SP15 del Purga, che inizia a Cerro Veronese, interseca la SP35 a Roverè e dopo circa 10 km termina a Velo Veronese;
- la SP13 dei Tredici Comuni che attraversa la frazione di San Francesco e che conduce fino a Bosco Chiesanuova;
- la SP6 dei Lessini, che scorre nella parte più settentrionale e montana del comune, collegando Roveré alla località sciistica di Malga San Giorgio.

## Amministrazione
Fa parte della Comunità montana della Lessinia, e dell'area del Parco della Lessinia.
| Periodo      | Periodo      | Primo cittadino             | Partito                                                | Carica  | Note   |
| ------------ | ------------ | --------------------------- | ------------------------------------------------------ | ------- | ------ |
| luglio 1988  | giugno 1993  | Flavio Bicego               | Democrazia Cristiana                                   | Sindaco | [ 8 ]  |
| giugno 1993  | aprile 1997  | Mario Dal Ben               | Democrazia Cristiana                                   | Sindaco | [ 9 ]  |
| aprile 1997  | maggio 2001  | Mario Dal Ben               | Lista civica                                           | Sindaco | [ 10 ] |
| maggio 2001  | maggio 2006  | Stefano Marcolini           | Lista civica                                           | Sindaco | [ 11 ] |
| maggio 2006  | maggio 2011  | Stefano Marcolini           | Lista civica                                           | Sindaco | [ 12 ] |
| maggio 2011  | giugno 2016  | Fabio Erbisti               | Lista "Insieme per il Futuro" (Lega Nord - civiche)    | Sindaco | [ 13 ] |
| giugno 2016  | ottobre 2021 | Alessandra Caterina Ravelli | Lista civica Beni comuni e Lega Nord                   | Sindaco |        |
| ottobre 2021 | in carica    | Stefano Marcolini           | FdI, eletto con lista civica di centrodestra "Insieme" | Sindaco |        |